# Yamuna Nagar (huyện)
Huyện Yamuna Nagar là một huyện thuộc bang Haryana, Ấn Độ. Thủ phủ huyện Yamuna Nagar đóng ở Yamuna Nagar. Huyện Yamuna Nagar có diện tích 1756 ki lô mét vuông. Đến thời điểm năm 2001, huyện Yamuna Nagar có dân số 982369 người.